# Mineirinho (refrigerante)
Mineirinho é um refrigerante brasileiro com extrato de guaraná e chapéu-de-couro, fabricado na cidade de São Gonçalo e distribuído principalmente no Estado do Rio de Janeiro, e encontrado com mais facilidade no comércio de Niterói, São Gonçalo, Leste Fluminense, região serrana e em parte da Região dos Lagos principalmente em Maricá, Saquarema, Araruama, Iguaba e Búzios.Tradicionalmente associado à cidade de Niterói, o Mineirinho ganhou popularidade regional como referência cultural e industrial fluminense.

## História
O refrigerante da marca Mineirinho foi criado em Minas Gerais pelo químico Eugenio Auvray, tendo sua primeira fábrica sido instalada na cidade de Ubá no início da década de 1940. O refrigerante é feito a partir do extrato da planta da flora brasileira chapéu-de-couro.
No ano de 1946, em virtude da demanda na produção, sua fabricação foi transferida para o Estado do Rio de Janeiro na cidade de Niterói.
No mesmo ano, a razão social da fábrica modificou-se de "Sociedade Industrial de Refrigerantes Fusano Ltda" para "Sociedade Industrial de Refrigerantes Flexa Ltda".
As primeiras versões do rótulo do Mineirinho não descreviam os ingredientes.
Em 1978, a linha de produção passou para um novo parque industrial na cidade de São Gonçalo onde o refrigerante é fabricado desde então.
Em 1989, foi lançado o Mineirinho em garrafas PET de 2 litros e de 350 mililitros.
Nos anos 1990, o refrigerante passou a mencionar o chapéu-de-couro como ingrediente.
Na década de 1990, a razão social mudou para "Indústria de Bebidas Reflexa Ltda".

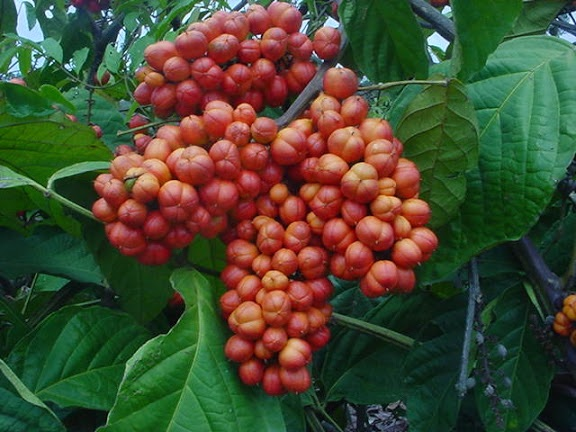
O extrato do fruto do guaranazeiro é um dos ingredientes do guaraná Mineirinho

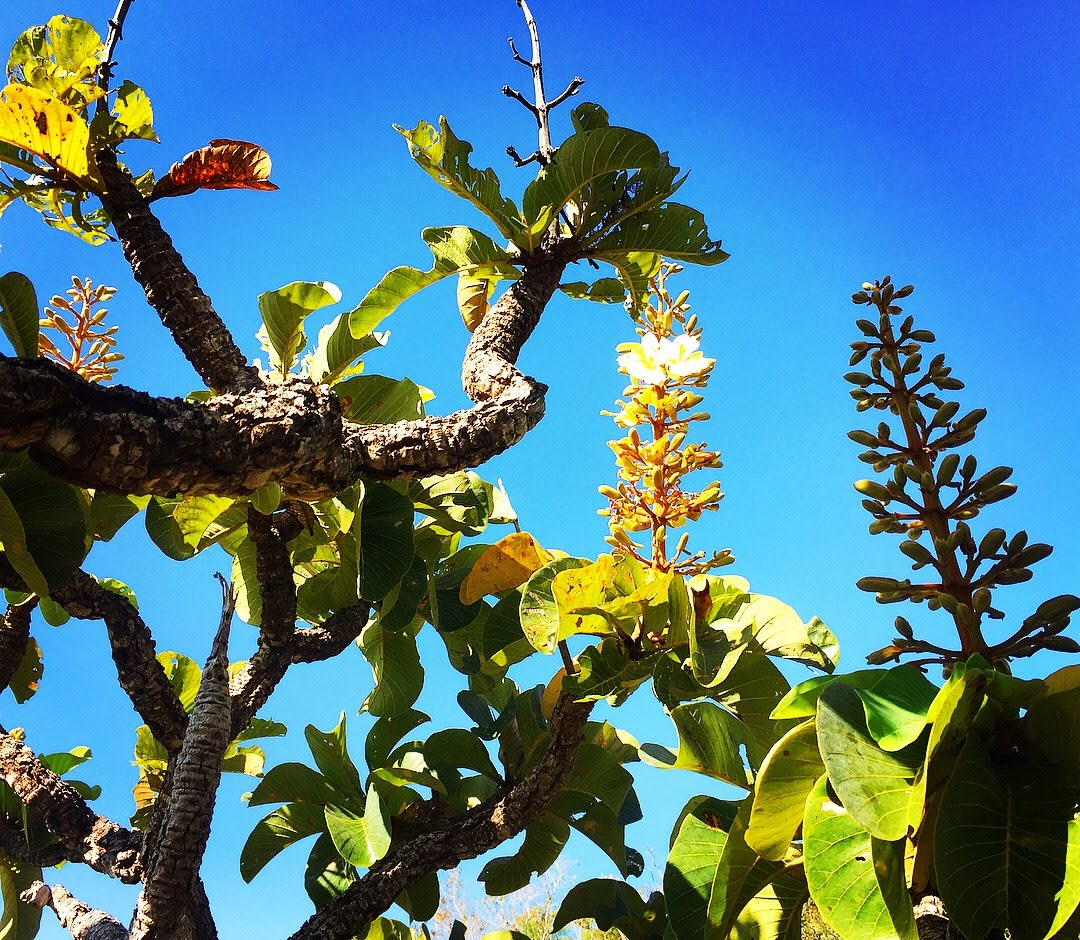
O extrato da planta chapéu de couro junta-se ao extrato do fruto do guaraná na produção do Mineirinho

No início da década de 2000, o refrigerante Mineirinho começou a ser oficialmente referido como um refrigerante de guaraná com chapéu-de-couro.
O produto se estabeleceu como tipicamente regional, sendo amplamente distribuído nas cidades de Niterói, São Gonçalo e outras cidades fluminenses

## Variantes da marca
Com uma coloração escura e visualmente semelhante aos refrigerantes de cola, o refrigerante Mineirinho é comercializado em embalagens PET de 350 mililitros e 2 litros nas seguintes variantes:
- Mineirinho Diet (a partir da década de 1990).
- Mineirinho Zero (Lançado em 2008).

## Distribuição
Tornaram-se típicos nos bares de Niterói as placas do Mineirinho que traziam o logotipo do refrigerante inscrito na tradicional elipse verde e acompanhado dos slogans como "Refrigerante Salutar" ou "Muito Mais Refrigerante".
Porém, a distribuição na cidade do Rio de Janeiro costuma ser modesta e pouco regular. O fato reforça a percepção do produto como uma espécie de símbolo cultural niteroiense e, em menor grau, fluminense.
Por possuir, em sua composição, extrato de chapéu-de-couro, o produto também é procurado pelas propriedades diuréticas da planta.